# Lemon Grove
Lemon Grove est une municipalité du comté de San Diego, dans l’État de Californie, aux États-Unis. Sa population s’élevait à 25 320 habitants lors du recensement de 2010, estimée à 26 860 habitants en 2016.

## Démographie
| 1960   | 1970   | 1980   | 1990   | 2000   | 2010   |
| ------ | ------ | ------ | ------ | ------ | ------ |
| 19 348 | 19 690 | 20 780 | 23 984 | 24 918 | 25 320 |